# Gogo Yubari
Gogo Yubari (1985 of 1986), gespeeld door Chiaki Kuriyama, is een fictief persoon uit Kill Bill.
Gogo Yubari is een Japans schoolmeisje en huurmoordenares. Ze werkt voor O-Ren Ishii (ze is haar bodyguard) en vecht met een zogenaamde variant van de Meteor Hammer die afgeleid is van de manriki. Ze moordt voor de lol en is meedogenloos. Ze heeft ook een zus, Yuki Yubari.
Wanneer Beatrix Kiddo wraak komt nemen op O-Ren, moet Gogo haar beschermen. Ze verslaat Beatrix bijna — door middel van haar te wurgen met haar Meteor Hammer — maar Beatrix weet nog net een tafelpoot met puntige spijkers eraan te pakken. Die slaat ze eerst in Gogo's voet en vervolgens in haar hoofd. Gogo overlijdt meteen.